# パトリック・サップス
パトリック・サップス（英語: Patrick Colonel Suppes、1922年3月17日 - 2014年11月17日）は、アメリカ合衆国の哲学者。オクラホマ州タルサ出身。科学哲学、測定理論等に大きな貢献を残し、量子力学、決定理論、心理学、教育工学等を創始した。スタンフォード大学の哲学の名誉教授。

## 来歴
サップスはシカゴ大学で気象学を学び、第二次世界大戦中はソロモン諸島で従軍した。戦後、コロンビア大学のアーネスト・ナーゲルの下で博士号を取得し、1952年にはスタンフォード大学に移って、1959年から1992年まで研究を行った。
1960年代、サップスと後にカリフォルニア大学学長になるリチャード・アトキンソンは、パロアルト地区の小学校で、数学教育にコンピュータを用いる実験を行った。現在のスタンフォード大学の英才教育プログラムは、これらの実験の後継である。
1965年、彼は数理心理学での業績によって、全米科学アカデミーのメンバーに選ばれた。1990年にはジョージ・H・W・ブッシュ大統領からアメリカ国家科学賞を授与された。1994年にはAssociation for Computing Machineryのフェローに選ばれ、2003年には科学哲学への貢献によってラカトシュ賞を受賞した。

## 著書
- 1972 (1960).  Axiomatic Set Theory. Dover. Spanish translation by H. A. Castillo, Teoria Axiomatica de Conjuntos.
- 1984. Probabilistic Metaphysics, Blackwell Pub; Reprint edition (October 1986)
- 1994. Patrick Suppes: Scientific Philosopher, P. Humphreys, ed. Synthese Library (Springer-Verlag).
  - Vol. 1: Probability and Probabilistic Causality.
  - Vol. 2: Philosophy of Physics, Theory Structure and Measurement, and Action Theory.
- 1999 (1957). Introduction to Logic. Dover. Spanish translation by G. A. Carrasco, Introduccion a la logica simbolica. Chinese translation by Fu-Tseng Liu.
- 2001. Representation and Invariance of Scientific Structures. CSLI (distributed by the University of Chicago Press).
- 2002 (1964) (with Shirley Hill). A First Course in Mathematical Logic. Dover. Spanish translation.
- 2007 (1972) (with R. Duncan Luce, David Krantz, and Amos Tversky). Foundations of Measurement, Vols. 1-3. Dover.